# 大和ハウス大阪ビル
大和ハウス大阪ビル（だいわハウスおおさかビル）とは、大阪府大阪市北区梅田三丁目にある超高層ビルである。大和ハウス工業の本社が入居している。

## 概要
国鉄清算事業団が土地を有していた梅田貨物駅南側跡地（オオサカガーデンシティ）の一角に、大阪モード学園、ハートンホテル西梅田と共に建設された。建設主は鉄道建設・運輸施設整備支援機構（国鉄清算事業団の承継法人）子会社のレールシティ西開発（2004年にレールシティ東開発に吸収合併・2009年解散）。
住宅総合メーカーの大手である大和ハウスの本社ビルという事で、長寿命化の建築構造「100年ビル」をテーマに掲げて建設された。そのため、環境や省エネルギーにも配慮した設計がなされており、「氷蓄熱空調システム」、「ガスコージェネレーションシステム」、空調設備などからの排水や雨水を中水処理して便器洗浄用水として再利用する「中水処理システム」などが採用されている。
なお、このビルは1999年に第12回日経ニューオフィス賞のニューオフィス環境奨励賞（近畿ブロック）、2000年に第31回建築物に付属する緑化施設表彰（大阪市）をそれぞれ受賞している。
このビルの完成時は、当時在籍していた社長がタバコ嫌いから、その社長退任後までは、全館禁煙であったという逸話がある。
時期を同じくして東京都千代田区飯田橋にある飯田町駅（貨物駅）再開発で共同で竣工した「JR貨物本社ビル・大和ハウス東京支社ビル」（JR貨物本社と大和ハウス東京本社が入居。アイガーデンエア隣接地）と建物の階数および外見が非常に酷似している点も特徴である。